# Parauronematidae
Famille
Les  Parauronematidae sont une famille de Ciliés de la classe des Oligohymenophorea et de l’ordre des Hymenostomatida.

## Étymologie
Le nom de la famille vient du genre type Parauronema, composé du préfixe para- « à côté de, presque », et de 'uronema par allusion au genre Uronema Dujardin (1841) (autre cilié, genre type de la famille des Uronematidae).
Uronema est par ailleurs composé du préfixe ur, « queue », et du suffixe nema, « fil, filament », en référence au cil caudal (parfois plusieurs cils caudaux) que ce cilié possède.

## Description
Les  Parauronematidae sont de petite taille (>80 μm). Ils sont piriforme à ovoïde. Ils vivent en natation libre. Leur ciliation somatique est holotriche (c. à d. uniforme) et peu dense ; un cil caudal est proéminent. La région buccale se trouve dans la moitié antérieure du corps, sous forme de cavité peu profonde avec des segments postérieurs du segment paroral inclinés vers la gauche de la région postorale médio-ventrale. On note une scutica souvent sous forme de lime linéaire, du milieu au côté gauche du méridien directeur, s'étendant parfois en avant jusqu'à l'extrémité postérieure du paroral, mais peut être en forme de « Y ». Leur macronoyau est globulaire à ellipsoïde. Micronoyau et vacuole(s) contractile(s) sont présents. On note aussi la présence d'un cytoprocte (anus). Leur cycle de vie varie selon l'espèce, notamment la transformation microstome - macrostome entrainant une variation de leur régime alimentaire entre bactérivores à histophages,.

## Habitat et répartition
Les  Parauronematidae vivent dans des habitats marins.

## Liste des genres
Selon GBIF (20 novembre 2023) :
- Glauconema Thompson, 1966
- Miamiensis Thompson & Moewus, 1964
- Parauronema Thompson, 1967 genre type
  - Espèce type : Parauronema virginianum Thompson, 1967
- Potomacus Thompson, 1966
- Urocryptum Perez-Uz & Guinea, 2001

## Systématique
Le nom correct de ce taxon est  Parauronematidae Small & Lynn, 1985.